# 大瀬ゆめじ・うたじ
大瀬 ゆめじ・うたじ（おおせ ゆめじ・うたじ）は、かつて日本に存在した漫才師。漫才協会・落語協会所属。落語家三代目三遊亭圓歌一門。1971年にコンビを結成するも、2013年に解散し、晩年までそれぞれピン芸人として活動していた。

## メンバー
- 大瀬ゆめじ（1948年8月24日 - 2023年11月26日） - ボケ担当。本名：大原 博司、北海道函館市出身。早稲田大学出身。

2023年11月26日、慢性腎不全、急性心不全のため死去。75歳没。2022年8月7日、浅草フランス座演芸場東洋館での漫才協会主催「漫才大行進」が最後の舞台だった。
- 大瀬うたじ（1948年3月17日 - 2024年7月6日） - ツッコミ担当。

2024年7月6日、脳幹出血のため死去。76歳没。

## 芸風
ゆめじが駄ジャレを言うが、うたじはそれがシャレであるとなかなか分からず、テーマに関する“ボケ殺し”のうんちくを述べる、というスタイルの漫才「平行線漫才」を得意とする。主なネタにうなぎ、シジュウカラ、割り箸、カツオなどがある。
青空一風・千風がネタの一部を引き継いで演じている。

## 経歴
- 1971年 - 浅草松竹演芸場で知り合い意気投合、同時に大瀬しのぶ・こいじに入門
- 1971年2月 - コンビ結成
- 1973年 - 第21回NHK新人漫才コンクール努力賞受賞
- 1976年 - 第24回NHK新人漫才コンクール優秀賞受賞
- 1981年 - 第29回NHK新人漫才コンクール最優秀賞受賞
- 1988年1月 - 漫才協団（現：漫才協会）真打昇進
- 2013年4月頃 - コンビ解散。それぞれピン芸人としての活動を開始
- 2018年 - 三代目三遊亭圓歌追善興行にて一度だけコンビ復活
- 2023年 - ゆめじが死去
- 2024年 - うたじが死去

## 出演番組
- おれは男だ! (日本テレビ、1971年、第23話、ゴシップ新聞記者役)
- 笑点 (日本テレビ) 1975年.1984年 他
- 笑いがいちばん (NHK総合)
- お好み演芸会 (NHK総合)
- 年忘れ漫才競演(NHK総合)
- 真打ち競演 (NHKラジオ第1放送)
- ラジオ寄席 (TBSラジオ)